# NGC 5107
NGC 5107 é uma galáxia espiral barrada (SBcd) localizada na direcção da constelação de Canes Venatici. Possui uma declinação de +38° 32' 18" e uma ascensão recta de 13 horas, 21 minutos e 24,4 segundos.
A galáxia NGC 5107 foi descoberta em 17 de Março de 1787 por William Herschel.